# Beyond the Missouri Sky (Short Stories)

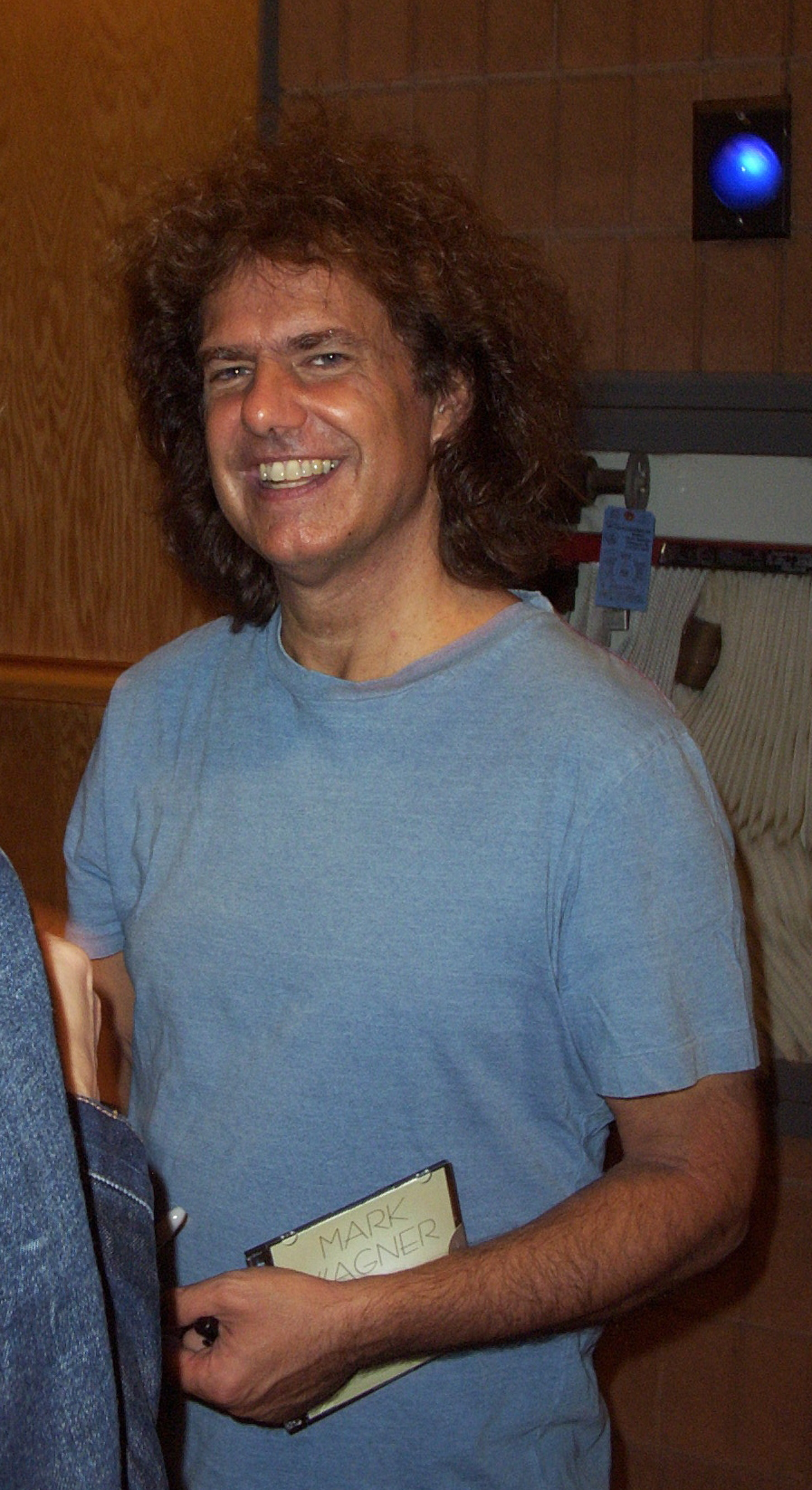
Pat Metheny (2003)

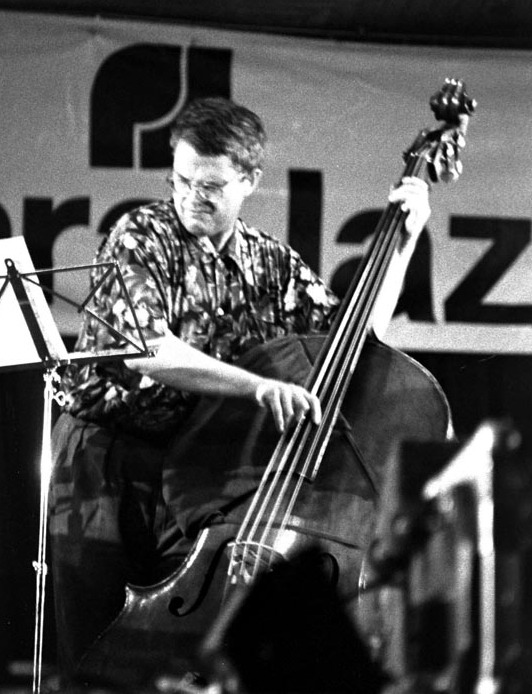
Charlie Haden (1990)

Beyond the Missouri Sky (Short Stories) ist ein Jazz-Album von Charlie Haden und Pat Metheny. Das Album wurde bei Verve Records am 25. Februar 1997 veröffentlicht.

## Aufnahme
Das Album war die erste Zusammenarbeit von Charlie Haden und Pat Metheny im Duo, obwohl diese bereits seit den 1970er Jahren befreundet waren. Sie hatten bereits auf den Alben 80/81 (1980), Rejoicing (1983), Song X (1986) und auch auf Tourneen in Combo-Formationen miteinander gearbeitet. Metheny und Haden hatten (so schreibt Haden in den Liner Notes) jahrelang auch darüber gesprochen, ein Duo-Album zu machen. Doch haben sie sich mit dem Studiotermin bis 1996 Zeit gelassen.
Beide wuchsen in Kleinstädten in Missouri auf und in den Liner Notes des Albums, dessen Cover eine Landschaft bei Sonnenuntergang im Mittleren Westen zeigt, spekuliert Metheny, dass dies der Grund für die Affinität der beiden Musiker zueinander sein könnte. Das Album enthält neben Jazzstandards wie The Moon is a Harsh Mistress vor allem Eigenkompositionen von Haden und Metheny.
Der erste Titel des Albums, Waltz for Ruth, wurde von Haden speziell für dieses Album komponiert und ist Hadens Frau Ruth Cameron gewidmet. Auch das Lied First Song, das 1992 von Stan Getz auf seinem letzten Album gecovert wurde, ist Hadens Ehefrau gewidmet. The Precious Jewel ist bekannt geworden durch die Delmore Brothers, die einen großen Einfluss auf Charlie Haden ausübten, wie er betonte. Tears of Rain ist eine Eigenkomposition von Metheny für dieses Projekt, die mit seiner neuen akustischen Sitar aufgezeichnet wurde.

## Rezeption
Daniel Gioffre bewertete das Album bei Allmusic mit drei von fünf möglichen Sternen und bemerkte:

“Overall, Beyond the Missouri Sky is a fine record when the material is happening, but a bit of a chore when it is not. If Haden and Metheny had gone with the more Americana theme throughout, instead of interspersing that rootsy feel with post-bop, it would have been a much stronger record.”

„Insgesamt ist Beyond the Missouri Sky eine feine Aufnahme, wenn das Material angesagt ist, aber es ist etwas mühsam, wenn es das nicht ist. Hätten Haden und Metheny durchgehend Amerikana verfolgt statt dieses nostalgische Post-Bop-Gefühl einzustreuen, wäre es eine viel stärkere Aufnahme geworden.“

Ross Porter schrieb:

“Haden und Metheny create gorgeous lyrical sound on Beyond the Missouri Sky. Their playing has depth and profundity, and they make it sound effortless.”

„Haden und Metheny schaffen einen wunderschönen lyrischen Klang auf Beyond the Missouri Sky. Ihr Spiel hat Tiefe und Tiefsinn, und sie spielen so, dass es mühelos klingt.“

Das Album gewann 1998 den Grammy für die Best Jazz Instrumental Performance.
The Penguin Guide to Jazz empfahl das Album als Teil des Kerns einer Sammlung von Jazzalben.

## Titelliste
1. Waltz for Ruth – Charlie Haden 4:28
2. Our Spanish Love Song – Haden 5:40
3. Message to a Friend – Pat Metheny 6:13
4. Two for the Road – Henry Mancini, Leslie Bricusse 5:16
5. First Song (for Ruth) – Haden 6:37
6. The Moon Is a Harsh Mistress – Jimmy Webb 4:05
7. The Precious Jewel – Roy Acuff 3:47
8. He’s Gone Away – Traditionel 4:18
9. The Moon Song – Johnny Mandel 6:56
10. Tears of Rain – Metheny 5:30
11. Cinema Paradiso (Love Theme) – Andrea Morricone 3:35
12. Cinema Paradiso (Main Theme) – Ennio Morricone 4:24
13. Spiritual – Josh Haden 08:22